# Tomáš Jurčo
Tomáš Jurčo (* 28. Dezember 1992 in Košice, Tschechoslowakei) ist ein slowakischer Eishockeyspieler, der zuletzt bis zum Ende der Saison 2024/25 bei Kunlun Red Star aus der Kontinentalen Hockey-Liga (KHL) unter Vertrag gestanden und dort auf der Position des rechten Flügelstürmers gespielt hat. Zuvor verbrachte Jurčo mehrere Jahre in der National Hockey League (NHL), wo er für die Detroit Red Wings, Chicago Blackhawks, Edmonton Oilers und Vegas Golden Knights auflief.

## Karriere
Jurčo entstammt der Juniorenabteilung des HC Košice, dem Verein seiner Geburtsstadt. Dort spielte er bereits im Alter von 15 Jahren dauerhaft in der U18-Junioren-Mannschaft und mit 16 Jahren in der U20-Auswahl des Klubs. Das Talent des Stürmers blieb auch den Scouts der Canadian Hockey League nicht verborgen und so wurde er im CHL Import Draft 2009 in der ersten Runde an vierter Stelle von den Saint John Sea Dogs aus der Ligue de hockey junior majeur du Québec ausgewählt.
Der Angreifer wechselte daraufhin umgehend nach Nordamerika zu den Sea Dogs und feierte dort in der Saison 2009/10 sein Debüt in der LHJMQ. Mit 51 Scorerpunkten aus 64 Spielen wusste der Rookie dabei in Diensten des Ligaprimus durchaus zu überzeugen. Darüber hinaus zog Saint John auch in die Finalserie um die Coupe du Président ein, wo sich aber die Moncton Wildcats in sechs Spielen den Meistertitel sicherten. Jurčo kam bei 21 Einsätzen auf 17 Punkte. Im Verlauf der Sommerpause war der Stürmer in der sechsten Runde des KHL Junior Draft 2010 an 141. Position von Awtomobilist Jekaterinburg ausgewählt worden.
In der Folgespielzeit wagten die Saint John Sea Dogs einen neuen Anlauf auf den ersten Titelgewinn der Franchise-Geschichte. Erneut waren sie das mit Abstand beste Team der regulären Saison und wurden ihrer Favoritenstellung in den Play-offs mit 16 Siegen bei nur drei Niederlagen gerecht. Angeführt von Jonathan Huberdeau sicherten sich die Sea Dogs die Coupe du Président. Jurčo erreichte in der regulären Saison 56 Punkte in 60 Partien sowie 18 weitere in 19 Play-off-Spielen. Im anschließenden Memorial Cup 2011, für den sich das Team durch den Meisterschaftsgewinn qualifiziert hatte, setzte sich Saint John ebenfalls durch und errang erstmals den prestigeträchtigen Memorial Cup. Der Slowake war mit vier Toren gemeinsam mit Matt Fraser von den Kootenay Ice bester Torschütze des Wettbewerbs. Seine Leistungen führten im Sommer 2011 dazu, dass Jurčo im NHL Entry Draft 2011 in der zweiten Runde an 35. Stelle von den Detroit Red Wings gezogen wurde. Trotz Teilnahme am Trainingslager der Red Wings im September verblieb er weiterhin bei den Saint John Sea Dogs in der LHJMQ.

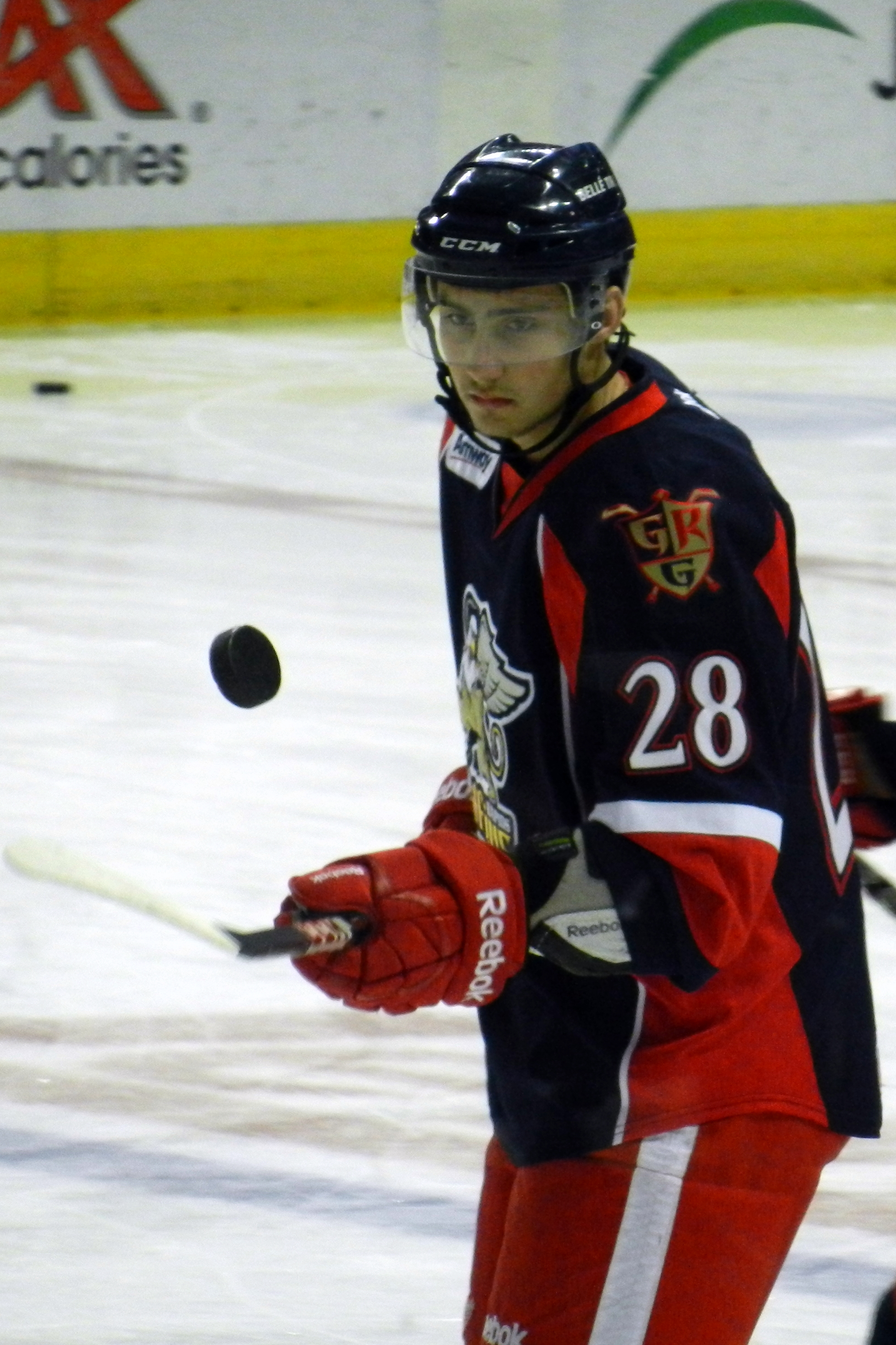
Jurčo im Trikot der Grand Rapids Griffins (2012)

Im August 2012 unterzeichnete Jurčo schließlich einen dreijährigen Einstiegsvertrag bei den Detroit Red Wings. Er wechselte daraufhin zu deren Farmteam, den Grand Rapids Griffins, in der American Hockey League. Nachdem er in der Saison 2012/13 ausschließlich bei den Griffins zum Einsatz gekommen war, verbrachte er die Spielzeit 2013/14 bereits zu etwa gleichen Teilen in AHL und NHL, ehe er sich mit Beginn der Saison 2014/15 im NHL-Aufgebot der Red Wings etablieren konnte. Im Sommer 2015 verlängerte Detroit den Vertrag um zwei Jahre. Wenige Monate vor Auslauf desselbigen im Februar 2017 transferierten sie den Slowaken für ein Drittrunden-Wahlrecht im NHL Entry Draft 2017 zu den Chicago Blackhawks. In Chicago war er bis zum Ende der Saison 2017/18 aktiv, als sein auslaufender Vertrag nicht verlängert wurde.
Anschließend fand der Slowake erst im Januar 2019 in den Springfield Thunderbirds einen neuen Arbeitgeber, die ihn einen Monat später im Tausch für Cliff Pu an die Charlotte Checkers abgaben. Mit den Checkers gewann er am Saisonende zum zweiten Mal in seiner Karriere den Calder Cup. Anschließend gelang ihm die Rückkehr in die NHL, indem er im Juli 2019 einen Einjahresvertrag bei den Edmonton Oilers unterzeichnete. Ebenfalls als Free Agent schloss er sich im Oktober 2020 den Vegas Golden Knights an, die ihn über den Sommer 2021 hinaus nicht verlängerten. Erst Anfang November desselben Jahres fand er im kasachischen Hauptstadtklub Barys Nur-Sultan aus der Kontinentalen Hockey-Liga (KHL) einen neuen Arbeitgeber und absolvierte dort bis zum Saisonende 22 Spiele. Da er jedoch keinen weiterführenden Vertrag erhielt, fand der Slowake abermals erst im November 2022 im chinesischen KHL-Teilnehmer Kunlun Red Star einen neuen Vertragspartner. Nachdem er dort die Saison 2022/23 verbracht hatte, wechselte Jurčo im September 2023 zum Schweizer Nationalligisten HC Davos. Diesen verließ er allerdings zum Jahresanfang 2024 nach dem Gewinn des Spengler Cups und wechselte bis zum Saisonende zum HK Awangard Omsk zurück in die KHL. Innerhalb der Liga kehrte der Slowake im Juli 2024 für ein Jahr zu Kunlun Red Star zurück.

### International
Jurčo vertrat die Slowakei bei der U18-Junioren-Weltmeisterschaft 2009 sowie den U20-Junioren-Weltmeisterschaften 2011 und 2012. Sowohl 2009 und 2011 musste der Slowake mit der Mannschaft in der Abstiegsrunde antreten, schaffte aber beide Male den Klassenerhalt. Im Jahr 2012 erreichten die Slowaken das Viertelfinale der U20-Junioren-Weltmeisterschaft.
Bei der U18-Junioren-Weltmeisterschaft 2009 erreichte er fünf Scorerpunkte und war zusammen mit Marek Hrivík bester Punktesammler der Slowaken. Im Rahmen der U20-Junioren-Weltmeisterschaft 2012 lief er in fünf der sechs Spiele der Slowaken auf. Mit acht Punkten war er Topscorer des Teams und maßgeblich am sechsten Platz der Slowakei beteiligt. Im Senioren-Bereich nahm er an den Olympischen Winterspielen 2014 sowie an den Weltmeisterschaften 2015, 2016 und 2018 teil. Zudem gewann er mit dem slowakischen Olympiaaufgebot bei den Olympischen Winterspielen 2022 in Peking die Bronzemedaille.

## Erfolge und Auszeichnungen
| - 2011 Teilnahme am CHL Top Prospects Game - 2011 Coupe-du-Président-Gewinn mit den Saint John Sea Dogs - 2011 Memorial-Cup-Gewinn mit den Saint John Sea Dogs - 2012 Coupe-du-Président-Gewinn mit den Saint John Sea Dogs | - 2013 Calder-Cup-Gewinn mit den Grand Rapids Griffins - 2019 Calder-Cup-Gewinn mit den Charlotte Checkers - 2023 Spengler-Cup-Gewinn mit dem HC Davos |

### International
- 2022 Bronzemedaille bei den Olympischen Winterspielen

## Karrierestatistik

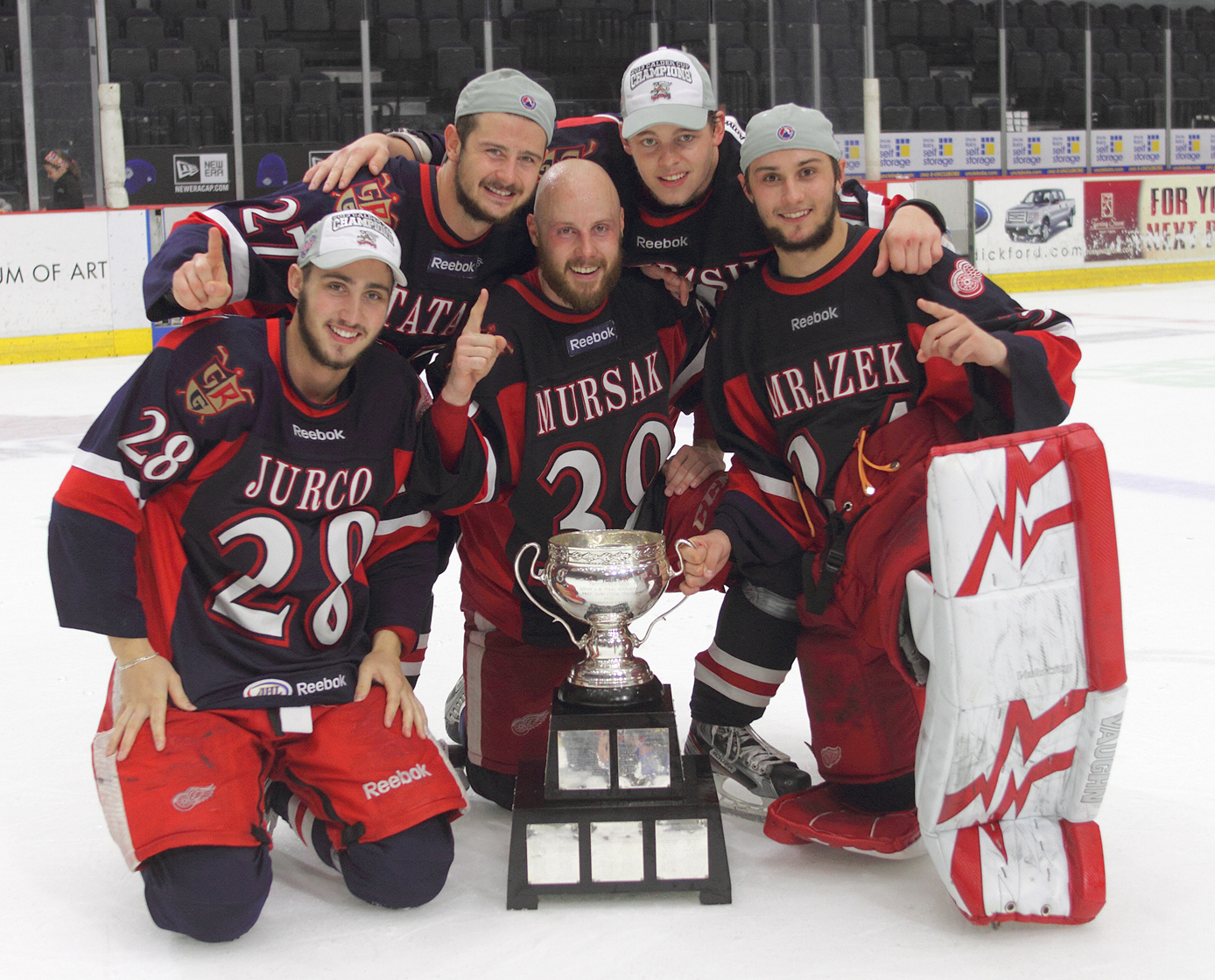
Petr Mrázek, Jan Muršak, Tomáš Tatar, Tomáš Jurčo und Andrej Nestrašil mit dem Calder Cup (2013)

Stand: Ende der Saison 2024/25

### International
Vertrat die Slowakei bei:
| - U18-Junioren-Weltmeisterschaft 2009 - U20-Junioren-Weltmeisterschaft 2011 - U20-Junioren-Weltmeisterschaft 2012 - Olympischen Winterspielen 2014 - Weltmeisterschaft 2015 | - Weltmeisterschaft 2016 - Weltmeisterschaft 2018 - Qualifikationsturnier für die Olympischen Winterspiele 2022 - Olympischen Winterspielen 2022 |

(Legende zur Spielerstatistik: Sp oder GP = absolvierte Spiele; T oder G = erzielte Tore; V oder A = erzielte Assists; Pkt oder Pts = erzielte Scorerpunkte; SM oder PIM = erhaltene Strafminuten; +/− = Plus/Minus-Bilanz; PP = erzielte Überzahltore; SH = erzielte Unterzahltore; GW = erzielte Siegtore; 1 Play-downs/Relegation; Kursiv: Statistik nicht vollständig)